# Rajd 1000 Jezior 1968
1. Rajd 1000 Jezior – 1. edycja Rajdu Kormoran. Był to rajd samochodowy rozgrywany od 20 do 21 kwietnia 1968 roku. Była to pierwsza runda Rajdowych Samochodowych Mistrzostw Polski w roku 1968. Rajd składał się z prób sportowych: próba szybkości płaskiej, próba szybkości górskiej, próba zrywu i hamowania, próba zręczności. Został rozegrany na nawierzchni asfaltowej. Zwycięzcą rajdu został Sobiesław Zasada.

## Wyniki końcowe rajdu[1][2]
| Miejsce | Kierowca               | Pilot                 | Samochód          | Czas  | Strata | Grupa Klasa |
| ------- | ---------------------- | --------------------- | ----------------- | ----- | ------ | ----------- |
| 1       | Sobiesław Zasada       | Franciszek Postawka   | Porsche 911 L     | 9:04  | -      | 5-6         |
| 2       | Stanisław Dalka        | Eugeniusz Pach        | Porsche 912       | 9:41  | +37    | 5-6         |
| 3       | Antoni Weiner          | Jan Karel             | BMW 1600 TI       | 9:42  | +38    | 5-6         |
| 4       | Adam Smorawiński       | Andrzej Zembrzuski    | BMW 1600 TI       |       |        | 5-6         |
| 5       | Kazimierz Jaromin      | Edmund Oprocha        | Fiat 850 Abarth   | 10:20 | +1:16  | 2           |
| 6       | Janusz Bronikowski     | Maciej Jasiński       | Steyr Fiat 850    | 10:21 | +1:17  | 2           |
| 7       | Włodzimierz Groblewski | Wachowicz             | NSU Prinz 1000 S  | 10:25 | +1:21  | 3           |
| 8       | Otto Bartkowiak        | Aleksander Oczkowski  | Steyr Puch 650 TR | 10:40 | +1:36  | 2           |
| 9       | L. Matuszkiewicz       | Zbigniew Kołaczkowski | Fiat 124          |       |        | 5-6         |
| 10      | Ryszard Grychtoł       | Wojciech Ondraczek    | NSU Prinz 1000 S  | 10:53 | +1:49  | 3           |